# Nyhedsbureau
Nyhedsbureauer indsamler, bearbejder og videreformidler nyheder til deres abonnenter, som fx aviser og radiostationer. Nyhedsbureauerne samarbejder i et globalt netværk, hvoraf det europæiske kaldes Gruppe 39. 
Oversigt over verdens nyhedsbureauer (udvalgte):
- Ritzaus Bureau (RB), København
- Newspaq, København
- Dagbladenes Bureau (DB), København
- Agence France-Presse (AFP), Paris
- Agenzia Nazionale Stampa Associata (ANSA), Rom
- Norsk Telegrambyrå (NTB), Oslo (Kristiania)
- Tidningarnas Telegrambyrå (TT), Stockholm
- Reuters, London
- Deutsche Presse-Agentur (DPA), Hamburg
- ITAR-TASS, Moskva
- Associated Press (AP), New York
- United Press International (UPI), New York
- Finska Notisbyrån (FNB), Helsinki
- Kyodo Newas Service (KNS), Tokyo
- Australian Associated Press (AAP), Sydney
- Hsin-Hau (NCNA), Beijing
- Austria Presse Agentur (APA), Wien
- Agence Telegraphique Belge de Presse (ATBP), Bruxelles
- Algemeen Nederlands Persbureau (ANP), Amsterdam
- Agence Telegraphique Suisse (ATS), Zürich